# Impulse (serie de televisión)
Impulse es una serie de televisión web de drama y ciencia ficción estadounidense, basada en la novela Impulse de Steven Gould, que se estrenó el 6 de junio de 2018 en YouTube Premium. En julio de 2018, se anunció que la serie se había renovado para una segunda temporada con diez episodios que fue estrenada el 16 de octubre de 2019.

## Sinopsis
Impulse sigue a «Henrietta, de 16 años de edad, alias Henry, quien descubre que tiene la capacidad de teletransportarse».

## Elenco y personajes

### Principales
- Maddie Hasson como Henrietta «Henry» Coles
- Sarah Desjardins como Jenna Faith Hope
- Enuka Okuma como Anna Hulce
- Craig Arnold como Lucas Boone
- Tanner Stine como Clay Boone
- Keegan-Michael Key como Michael Pearce
- Missi Pyle como Cleo Coles

### Recurrentes
- Matt Gordon como Thomas Hope
- David James Elliott como Bill Boone
- Callum Keith Rennie como Nikolai
- Daniel Maslany como Townes Linderman
- Genevieve Kang como Patty Yang
- Gabriel Darku como Zach Jaymes
- Aidan Devine como el Sheriff Dale
- Shawn Doyle como Jeremiah Miller
- Tara Rosling como Esther Miller
- Gordon Harper como Amos Miller
- Dylan Trowbridge como Matthew
- Keon Alexander como Dominick
- Raphael Bergeron-Lapointe como Tristan
- Rohan Mead como Jason Munther
- Geoffrey Pounsett como Gabriel
- Paula Boudreau como Mary
- Michael Reventar como Luis Castillo
- Rachel Wilson como Iris
- Alex Paxton-Beesley como Sabine
- Steve Fifield como Eddie Max
- Catherine Burdon como la Dra. Eileen Paige
- Christina Collins como Gale
- Jamal Brown como Quinn
- Julia Knope como Brenda Gasser
- Sam Kantor como Damian
- Kristian Bruun como Sheldon Gibson
- Sandra Flores como la Sra. Gerhard
- Duane Murray como Sam
- Lauren Collins como Meghan Linderman
- Amadeus Serafini como Josh
- Billy Otis como Gil
- Kevin Hanchard como el Dr. Jack Weakley
- Elisa Moolecherry como Nora Barnes
- Michelle Nolden como Wendy Jacobson

## Producción

### Desarrollo
El 15 de diciembre de 2016, se anunció que YouTube había encargado un piloto titulado Impulse a partir de un guion de Jeffrey Lieber, con revisiones de Gary Spinelli, basado en la novela de Steven Gould. Además Doug Liman, David Bartis, y Gene Klein se desempeñaran como productores ejecutivos. También se esperaba que Liman dirigiera el piloto.
El 27 de junio de 2017, se anunció que YouTube ordenó que se produjese la serie con un estreno previsto para 2018.
El 13 de enero de 2018, se anunció en la gira de prensa de invierno de Television Critics Association que la productora / guionista Lauren LeFranc se había unido a la serie en la posición de showrunner y productora ejecutiva. El 10 de mayo de 2018, YouTube Red anunció, junto con el lanzamiento del primer tráiler oficial, que la serie se estrenaría el 6 de junio de 2018. El 19 de julio de 2018, se anunció que la serie había sido renovado por una segunda temporada que consta de diez episodios para estrenarse en 2019.
Finalmente, el 16 de octubre de 2019 se estrenó su segunda temporada.

### Casting
Simultáneamente con el anuncio de la orden piloto, se confirmó que Maddie Hasson, Sarah Desjardins, Missi Pyle, Enuka Okuma, y Craig Arnold habían sido elegidos para papeles principales. Además, se informó que David James Elliott aparecería en la serie en un papel recurrente.

### Rodaje
La producción para el piloto comenzó en Toronto, Canadá el 16 de diciembre de 2016. La filmación continuó en la comunidad de Cayuga en Haldimand County, Ontario en lugares como la Escuela Secundaria de Cayuga, el Edificio de Administración de Cayuga, Haldimand Motors, Toronto Motorsports Park, la granja de un residente, así como muchas otras instalaciones. El 13 de enero de 2017, la producción filmó una escena del accidente en Kohler Road en Cayuga. El 13 de octubre de 2017, la filmación de una parte del resto de la serie tuvo lugar en la comunidad de Carlisle de Hamilton, Ontario.